# آلنا کندی
آلنا کندی (انگلیسی: Alanna Kennedy؛ زادهٔ ۲۱ ژانویهٔ ۱۹۹۵) بازیکن فوتبال اهل استرالیا است.
از باشگاه‌هایی که در آن بازی کرده‌است می‌توان به وسترن نیویورک فلش اشاره کرد.
وی همچنین در تیم‌های ملی فوتبال Australia women's national under-17 soccer team, Australia women's national under-20 soccer team، و زنان استرالیا بازی کرده‌است.